# Ligier
Ligier var ett franskt formel 1-stall som tävlade från andra halvan av 1970-talet till mitten av 1990-talet. Efter 1996 år säsong köptes stallet upp av Alain Prost, och bytte då namn till Prost Grand Prix.

## Historik
Ligier startades av Guy Ligier 1971. Guy Ligier tävlade själv i formel 1 1966-1967 men då i ett eget privatstall med bilar av märkena Cooper-Maserati och Brabham-Repco.
Ligier tillverkade även ett antal olika bilmodeller för den allmänna marknaden från och med 1960-talet. Från början tillverkade man sportbilar, men till följd av energikrisen på 1970-talet övergick man till att tillverka mopedbilar. Märket ägs numera av Piaggio.
Idag har företaget Dealy Sweden agenturen för ligier i Sverige. Ligier tillverkar just nu Sveriges mest sålda mopedbilar. Nyare Ligier mopedbilar är väldigt populära hos ungdomar mellan 15 och 18 år som får framföra dessa fordon på AM-körkort. De nyare modellerna som Ligier JS50 och JS60 är ofta utrustade med modern teknologi så som multimediasystem, back-kamera och vissa modeller är dessutom utrustade med säkerhetsfunktioner som Airbag. Modeller som Ligier tillverkar och har tillverkat är bland annat dessa: 
- Ligier JS60
- Ligier JS50
- Ligier IXO
- Ligier JSRC
- Ligier X-too (MAX, R, S & RS)
- Ligier Nova
- Ligier Ambra

## F1-säsonger
| Säsong | Tävlingsnamn                        | Bil                                | Motor                    | Däck | Poäng | VM-plac.   | Förare 1           | Förare 2           | Övriga förare                            |
| ------ | ----------------------------------- | ---------------------------------- | ------------------------ | ---- | ----- | ---------- | ------------------ | ------------------ | ---------------------------------------- |
| 1966   | Guy Ligier                          | Cooper T81                         | Maserati 3.0 V12         | D    | 0     | (3:a)      | Guy Ligier         |                    |                                          |
| 1967   | Guy Ligier                          | Cooper T81                         | Maserati 3.0 V12         | -    | 0     | (3:a)      | Guy Ligier         |                    |                                          |
| 1967   | Guy Ligier                          | Brabham BT20                       | Repco 3.0 V8             | -    | 0     | (1:a)      | Guy Ligier         |                    |                                          |
| 1976   | Ligier Gitanes                      | Ligier JS5                         | Matra 3.0 V12            | G    | 20    | 5:a        | Jacques Laffite    |                    |                                          |
| 1977   | Ligier Gitanes                      | Ligier JS7                         | Matra 3.0 V12            | G    | 18    | 8:a        | Jacques Laffite    | Jean-Pierre Jarier |                                          |
| 1978   | Ligier Gitanes                      | Ligier JS7 Ligier JS7/9 Ligier JS9 | Matra 3.0 V12            | G    | 19    | 8:a        | Jacques Laffite    |                    |                                          |
| 1979   | Ligier Gitanes                      | Ligier JS11                        | Ford Cosworth DFV 3.0 V8 | G    | 61    | 3:a        | Jacky Ickx         | Jacques Laffite    | Patrick Depailler                        |
| 1980   | Equipe Ligier Gitanes               | Ligier JS11/15                     | Ford Cosworth DFV 3.0 V8 | G    | 66    | 2:a        | Didier Pironi      | Jacques Laffite    |                                          |
| 1981   | Equipe Talbot Gitanes               | Ligier JS17                        | Matra 3.0 V12            | M    | 44    | 4:a        | Patrick Tambay     | Jacques Laffite    | Jean-Pierre Jabouille Jean-Pierre Jarier |
| 1982   | Equipe Talbot Gitanes               | Ligier JS17B                       | Matra 3.0 V12            | M    | 20    | 8:a        | Eddie Cheever      | Jacques Laffite    |                                          |
| 1983   | Equipe Ligier Gitanes               | Ligier JS21                        | Ford Cosworth DFV 3.0 V8 | M    | 0     | -          | Jean-Pierre Jarier | Raul Boesel        |                                          |
| 1984   | Ligier Loto                         | Ligier JS23 Ligier JS23B           | Renault 1.5 V6T          | M    | 3     | 9:a        | François Hesnault  | Andrea de Cesaris  |                                          |
| 1985   | Equipe Ligier Equipe Ligier Gitanes | Ligier JS25                        | Renault 1.5 V6T          | P    | 23    | 6:a        | Philippe Streiff   | Jacques Laffite    | Andrea de Cesaris                        |
| 1986   | Equipe Ligier                       | Ligier JS27                        | Renault 1.5 V6T          | P    | 29    | 5:a        | René Arnoux        | Philippe Alliot    | Jacques Laffite                          |
| 1987   | Ligier Loto                         | Ligier JS29B Ligier JS29C          | Megatron 1.5 L4T         | G    | 1     | delad 11:a | René Arnoux        | Piercarlo Ghinzani |                                          |
| 1988   | Ligier Loto                         | Ligier JS31                        | Judd 3.5 V8              | G    | 0     | -          | René Arnoux        | Stefan Johansson   |                                          |
| 1989   | Ligier Loto                         | Ligier JS33                        | Ford Cosworth DFR 3.5 V8 | G    | 3     | delad 13:e | René Arnoux        | Olivier Grouillard |                                          |
| 1990   | Ligier Gitanes                      | Ligier JS33B Ligier JS33C          | Ford Cosworth DFR 3.5 V8 | G    | 0     | -          | Nicola Larini      | Philippe Alliot    |                                          |
| 1991   | Ligier Gitanes                      | Ligier JS35 Ligier JS35B           | Lamborghini 3.5 V12      | G    | 0     | -          | Thierry Boutsen    | Érik Comas         |                                          |
| 1992   | Ligier Gitanes Blondes              | Ligier JS37                        | Renault 3.5 V10          | G    | 6     | delad 7:a  | Thierry Boutsen    | Érik Comas         |                                          |
| 1993   | Ligier Gitanes Blondes              | Ligier JS39                        | Renault 3.5 V10          | G    | 23    | 5:a        | Martin Brundle     | Mark Blundell      |                                          |
| 1994   | Ligier Gitanes Blondes              | Ligier JS39B                       | Renault 3.5 V10          | G    | 13    | 6:a        | Franck Lagorce     | Olivier Panis      | Eric Bernard Johnny Herbert              |
| 1995   | Ligier Gitanes Blondes              | Ligier JS41                        | Mugen Honda 3.0 V10      | G    | 24    | 5:a        | Martin Brundle     | Olivier Panis      | Aguri Suzuki                             |
| 1996   | Equipe Ligier Gauloises Blondes     | Ligier JS43                        | Mugen Honda 3.0 V10      | G    | 15    | 6:a        | Olivier Panis      | Pedro Diniz        |                                          |

| 1. Sverige 1977 2. Argentina 1979 3. Brasilien 1979 4. Spanien 1979 5. Belgien 1980 6. Tyskland 1980 7. Österrike 1981 8. Kanada 1981 9. Monaco 1996 |

| 1. Italien 1976 2. Argentina 1979 3. Brasilien 1979 4. Spanien 1979 5. Belgien 1979 6. Monaco 1980 7. Frankrike 1980 8. Storbritannien 1980 9. Spanien 1981 |

| 1. Spanien 1977 2. Argentina 1979 3. Brasilien 1979 4. Monaco 1979 5. Belgien 1980 6. Storbritannien 1980 7. Kanada 1980 8. Österrike 1981 9. Europa 1985 |